# Achmat Arena
L'Achmat Arena (in russo Ахмат Арена?), in precedenza stadio Terek (in russo Стадион Терек?), è uno stadio di calcio di Groznyj, capitale della Cecenia, in Russia. Ospita le gare interne del Terek Groznyj.
Edificato per sostituire lo stadio Sultan Bilimkhanov, ha una capienza di 30 000 posti ed è intitolato ad Achmat Kadyrov, presidente della Cecenia dall'ottobre 2003 al maggio 2004, quando fu assassinato. 

## Storia
Lo stadio fu inaugurato l'11 maggio 2011, in occasione di un'amichevole tra una rappresentativa del campionato russo e una formazione di stelle del calcio mondiale come Diego Armando Maradona, Jean-Pierre Papin, Alessandro Costacurta, Christian Vieri, Iván Zamorano, Fabien Barthez, Franco Baresi, Luís Figo, Roberto Ayala, Alain Boghossian, Manuel Amoros, Robbie Fowler e Enzo Francescoli. La partita fu vinta per 5-2 dalla rappresentativa del campionato russo con tre gol di Ramzan Kadyrov, figlio di Achmat, presidente del Terek Groznyj e primo ministro reggente della Cecenia, che giocava per la rappresentativa del campionato russo.